# ناتم
ناتم (به انگلیسی: Natham) یک منطقهٔ مسکونی در هند است که در بخش دیندیگل واقع شده‌است.